# SCICEX

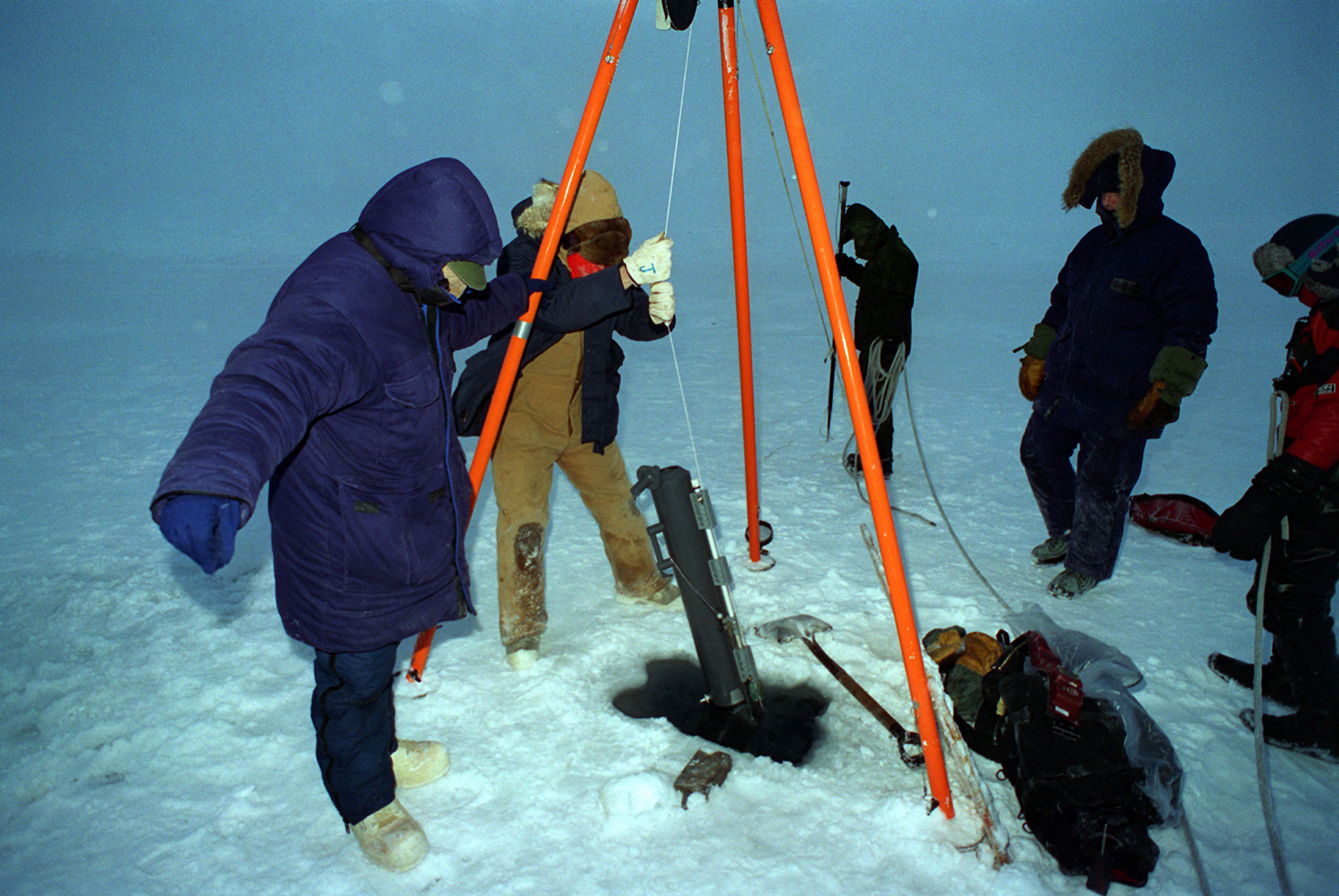
Opuszczanie butelki Nansena podczas misji SCICEX/96

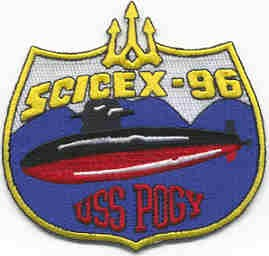
Naszywka US Navy ekspedycji SCICEX/96

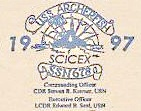
Logo ekspedycji SCICEX/97

SCICEX (Scientific Ice Expeditions) – pięcioletni program badawczy przeprowadzony przez United States Navy oraz zespół amerykańskich naukowców. Celem programu było zbadanie Oceanu Arktycznego w zakresie geofizyki i oceanologii. W każdej z sześciu ekspedycji brał udział jeden z pięciu przygotowanych przez US Navy atomowych okrętów podwodnych.

## Ekspedycje
- SCICEX/93 – USS "Pargo"
- SCICEX/95 – USS "Cavalla"
- SCICEX/96 – USS "Pogy"
- SCICEX/97 – USS "Archerfish"
- SCICEX/98 – USS "Hawkbill"
- SCICEX/99 – USS "Hawkbill"